# Damen Schelde Naval Shipbuilding

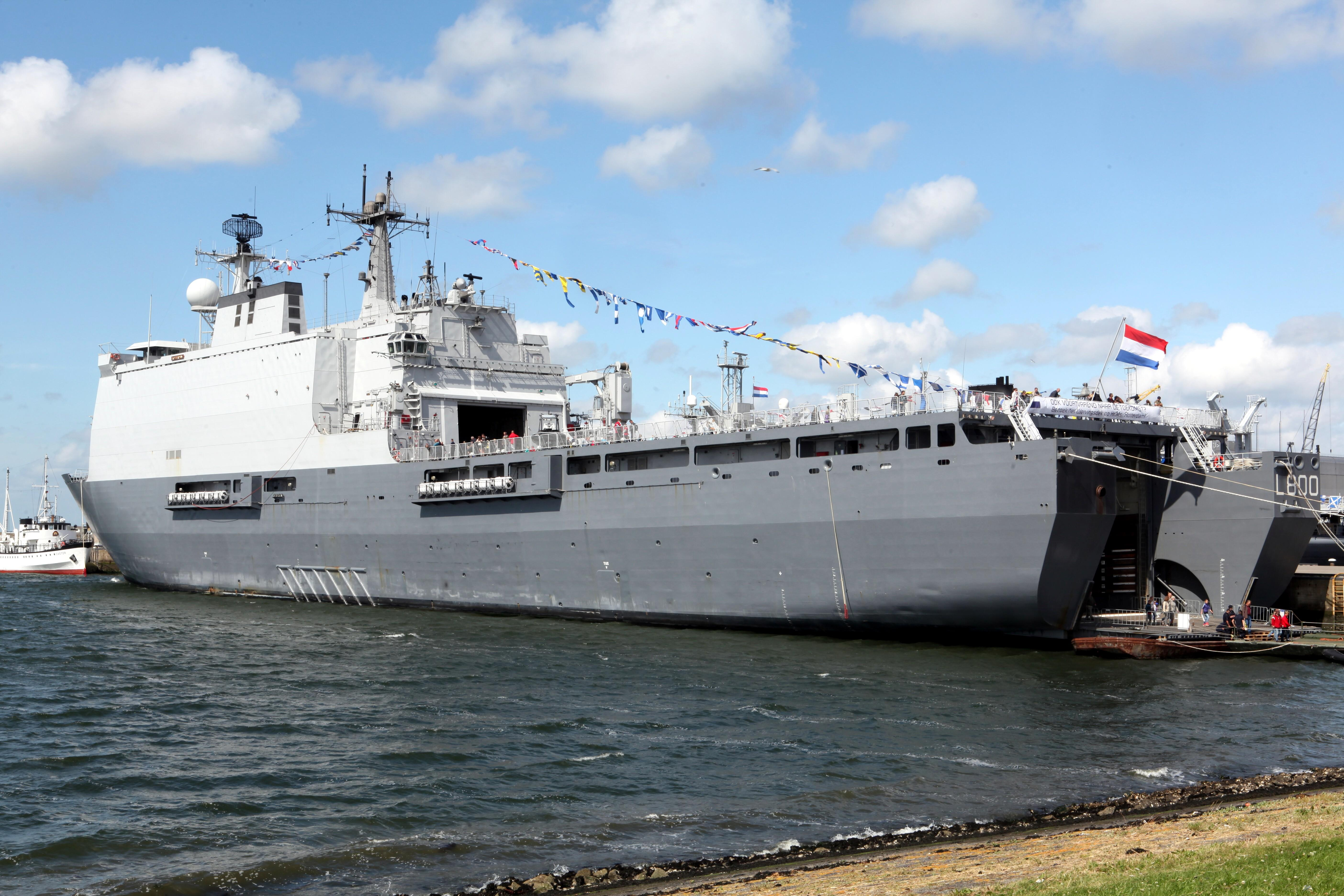
Zr.Ms. Rotterdam

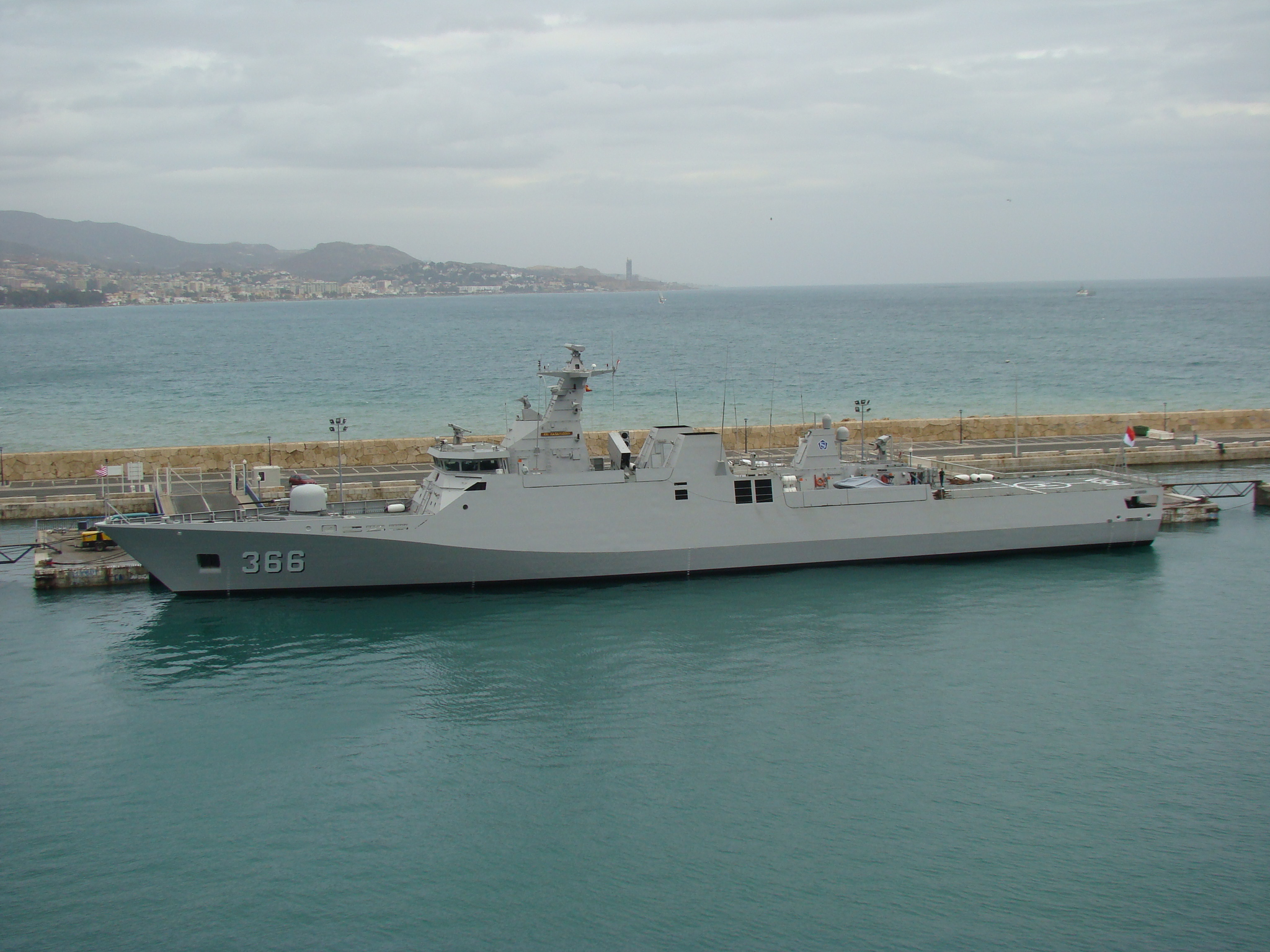
Korvet Hasanuddin van de Sigmaklasse

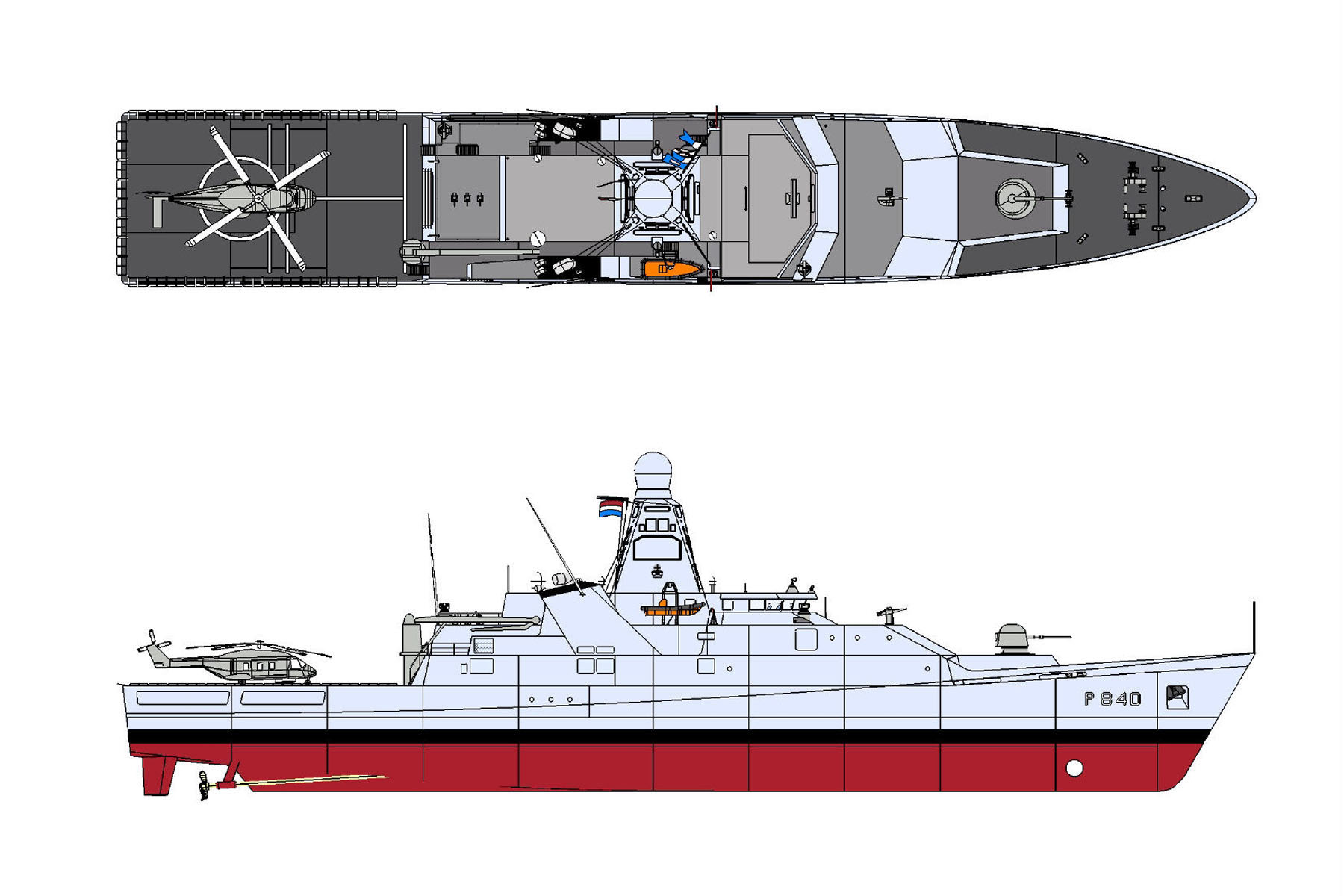
tekening Hollandklasse (OPV)

Damen Naval is een Nederlandse scheepswerf en een voortzetting van de Koninklijke Schelde Groep BV (KSG). Het bedrijf is sinds 2000 eigendom van Damen, en gevestigd in Vlissingen, Zeeland.

## Voorloper
KSG werd in 1983 opgericht met de Nederlandse staat en de provincie Zeeland als enige aandeelhouders. Op 25 april 1994 tekende KSG een contract met de Koninklijke Marine voor het amfibisch transportschip Zr.Ms. Rotterdam met een waterverplaatsing van 12.750 ton. Op 25 januari 1996 werd de kiel gelegd en op 18 april 1998 werd het in dienst gesteld. In 1999 behaalde KSG een omzet van 227 miljoen euro, waarvan twee derde werd behaald met scheepsbouw en scheepsreparatie. De Koninklijke Marine was veruit belangrijkste klant van KSG.

## Overname door Damen
In 2000 nam Damen alle aandelen van KSG over voor het symbolische bedrag van 1 gulden en werd KSG een werkmaatschappij van Damen voor de bouw van grotere schepen. Na de overname heeft Damen het grootste deel van de activiteiten verhuisd van de binnenstad van Vlissingen naar het haventerrein Vlissingen-Oost. In 2004 heeft Damen het vrijgekomen terrein verkocht aan de gemeente Vlissingen voor 34 miljoen euro of bijna 75 miljoen gulden.
In 2008 werd de naam gewijzigd in Damen Schelde Naval Shipbuilding. Door de nieuwe naam werd direct duidelijk dat de Schelde een onderdeel is van de Damen Shipyards Group. Damen Schelde Naval Shipbuilding (DSNS) maakt onderdeel uit Damen Naval, de marinebouwdivisie van de Damen Shipyards Group. Sinds 1 januari 2021 hanteert het bedrijf Damen Naval als officiële naam.

## Geleverde schepen
Damen nam de contracten over voor de bouw van vier luchtverdedigings- en commandofregatten, afgekort lc-fregatten, van de De Zeven Provinciënklasse. In 1998 was dit contract getekend door de KSG. In april 2000 werd het eerste fregat gedoopt en de laatste volgde in 2005. De totale contractwaarde van deze schepen was zo'n € 1,5 miljard, waarvan het aandeel Damen een derde was. De rest werd door de marine geleverd en door Damen op de de schepen geplaatst en geïnstalleerd.
In 2005 leverde Damen de Dokter Wagemaker af, een veerschip van de Koninklijke N.V. Texels Eigen Stoomboot Onderneming (TESO) voor de verbinding tussen Den Helder en Texel.
In 2007 werd de Zr.Ms. Johan de Witt opgeleverd, het zusterschip van de Zr.Ms. Rotterdam. Om de kosten te drukken liet Damen het casco bij de Roemeense Galați-werf, een dochterbedrijf, bouwen. Het werd vervolgens naar Vlissingen gesleept om daar afgebouwd te worden.
In 2007 en 2008 werden vier korvetten van de Sigmaklasse aan de Indonesische marine geleverd. Het is een eigen ontwerp van Damen, de schepen zijn 91 meter lang en 13 meter breed en worden ingezet voor de bestrijding van piraterij en smokkel. In 2010 volgde een opdracht voor een fregat voor de Indonesische marine. Met de kennis van Damen is het schip van 2400 ton gebouwd op de werf van het Indonesische PT PAL in Surabaya.
In september 2011 werd een fregat overgedragen aan de Marokkaanse marine. Het schip met de naam Tarik ben Ziyad is 105 meter lang en heeft een waterverplaatsing van 2000 ton. Dit schip is onderdeel van een order van drie schepen.
In 2013 werd de laatste van vier patrouilleschepen van de Hollandklasse (OPV) voor de Koninklijke Marine opgeleverd. De schepen zijn gedoopt als Zr.Ms. Holland, Friesland, Zeeland en Groningen. De schepen zijn 118 meter lang en 16 meter breed en ze hebben aan boord een helikopter en twee snelle boten om snel op locatie te kunnen zijn.
Op 8 december 2009 stemde de Tweede Kamer in met de vervanging van Hr.Ms. Zuiderkruis door een nieuw ondersteuningsschip, Zr.Ms. Karel Doorman. Dit Joint Support Ship (JSS) kwam in 2015 in dienst. Het is 190 meter lang en 30 meter breed en is geschikt voor bevoorrading op zee. De waterverplatsing is bijna 28.000 ton en daarmee een van de grootste schepen door de werf geleverd. Het heeft een kraan en een lift aan boord om zwaar materieel, zelfs tanks, aan en van boord te hijssen. Aan de achterkant van het schip zit een roll-on-roll-offklep (roro) om voertuigen het schip in en uit te rijden. Het JSS beschikt verder over een hospitaal met twee operatiekamers.
In februari 2024 werd bekend dat Damen Naval een hoofdrol gaat spelen bij de bouw van vier nieuwe lc-fregatten voor de Koninklijke Marine. De bestaande lc-fregatten gaan volgens planning in 2032 en 2033 uit dienst en dan moeten de nieuwe schepen beschikbaar zijn.